# Hugo Johannes Bestmann
Hugo Johannes Bestmann (* 21. Februar 1854 in Delve; † 13. Juli 1925 in Mölln) war ein deutscher evangelisch-lutherischer Theologe, Hochschullehrer und Geistlicher.

## Leben
Hugo Johannes Bestmann war ein Sohn des Delver Pastors Adolf Heinrich Dietrich Bestmann (1810–1878) und seiner Frau Sophie Georgine Petroine, geb. Volquarts (1830–1870). Er besuchte Gymnasien in Schleswig und Husum und studierte Evangelische Theologie an den Universitäten Leipzig, Tübingen und Kiel sowie Kunstgeschichte in Berlin. In Kiel bestand er 1875 das theologische Amtsexamen und auch die wissenschaftliche Staatsprüfung. Angezogen von der Erlanger Theologie, ging er darauf an die Universität Erlangen, wo er 1877 mit einer von Johann von Hofmann betreuten Arbeit kurz vor dessen Tod Licentiat wurde, sich mit der Herausgabe von Hofmanns Encyclopädie der Theologie habilitierte und Privatdozent wurde.
Seine Geschichte der christlichen Sitte wurde jedoch 1881 von Adolf von Harnack in der Theologischen Literaturzeitung einer vernichtenden Kritik unterzogen. Harnack schrieb seinem Schüler Gustav Krüger, er habe es dies als seine Pflicht angesehen: „Kam nun so ein leichtfertiger, übermüthiger und dabei hochbegabter Geselle, wie dieser Bestmann, in die Arena, so war es die erste Pflicht, ihn hinauszuwerfen...“ Da nun ein Ruf auf eine Professur ausblieb, wurde Bestmann 1882 Lehrer an der Latina der Franckeschen Stiftungen in Halle (Saale) und 1884 auch Privatdozent an der Theologischen Fakultät Halle. Anfang März 1884 wurde er in Halle zum Dr. phil. promoviert. Nach anderthalb Jahren als Religionslehrer an der lutherischen Missionsanstalt in Leipzig wurde er am 17. Mai 1886 Diaconus (2. Pastor) an St. Nicolai in Mölln. Am 22. November 1890 wurde er hier Hauptpastor. Eine von August Klostermann angeregte Berufung Bestmanns auf den Lehrstuhl für Kirchengeschichte an der Universität Kiel als Nachfolger von Ernst Wilhelm Möller scheiterte 1892; berufen wurde Hans von Schubert.

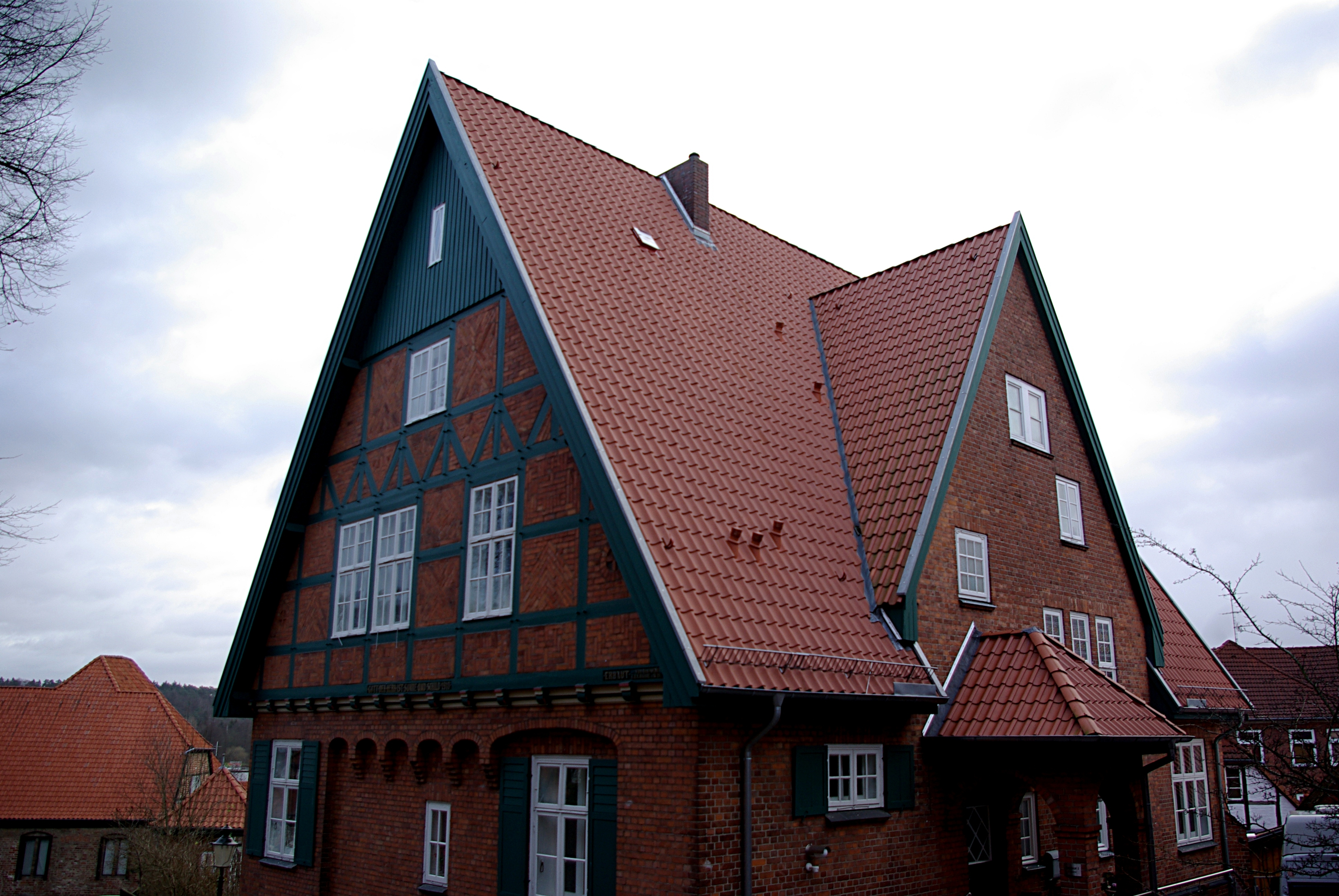
Pastorat in Mölln

In Mölln entfaltete Bestmann eine reiche Tätigkeit. Er ließ ab 1896 die Nicolaikirche umfassend restaurieren und gründete 1897 die Möllner Theologische Lehrkonferenz, die er als ein regionales Forum der Erlanger Theologie für die Pastoren der norddeutschen Landeskirchen ansah; die Konferenzen fanden über 30 Jahre lang jährlich im September statt.  1910 erhielt er gegenüber der Kirche Am Markt 10 ein von Ludwig Raabe und Otto Wöhlecke aus Hamburg errichtetes neues Pastorat. Der geräumige Backsteinbau mit Fachwerkgiebel ist ein Beispiel für Heimatschutzarchitektur, die an die Möllner Bautradition anknüpfte.
1898/99 gab er die Zeitschrift Der Christliche Herold: Zeitschrift für kirchliche Arbeit und christliche Erkenntnis heraus, die er als konservatives Gegenstück zu Martin Rades liberaler Christlichen Welt ansah, aber ohne Resonanz blieb und mit dem 2. Jahrgang 1899 einging.
Neben der Kirchen- und Kunstgeschichte galt sein besonderes Interesse der Hymnologie und der Volksliedforschung. Er war Mit-Herausgeber des Allgemeinen Evangelischen Gesangbuchs 1910.
Bestmann gehörte lange Jahre der Landessynode der Evangelisch-Lutherischen Landeskirche Schleswig-Holsteins an. Er war konservativer Lutheraner, stand aber der Politik Bismarcks ablehnend gegenüber und trat für das Frauenstimmrecht in der Kirche ein.
1917 verlieh ihm die Theologische Fakultät der Universität Rostock die Ehrendoktorwürde.
Seit 1888 war er verheiratet mit Marie, geb. Brachmann (1865–1934). Das Paar hatte sechs Söhne und drei Töchter. Zu den Söhnen zählten der Jurist Friedrich Bestmann (1890–), Hans Martin Bestmann (1894–1956), Pastor und Propst in Glückstadt und Vater von Hans Jürgen Bestmann, sowie Frithjof Bestmann (1898–1990), Stiftspropst in Bassum.

## Schriften
- Qua ratione Augustinus notiones philosophiae grnecae ad dogmata anthropologica describenda adhibuerit. Erlangen 1877 (Diss.)
- Geschichte der christlichen Sitte. (Digitalisate)
  - Band 1: Th. 1. Die sittlichen Stadien in ihrer geschichtlichen Entwickelung dargestellt. Nördlingen 1880
  - Band 2:  2 Die katholische Sitte der Alten Kirche in ihrer geschichtlichen Entwicklung. Nördlingen: Beck 1885
- Die theologische Wissenschaft und die Ritschl'sche Schule. Eine Streitschrift. Nördlingen: Beck 1881
- Die Anfänge des katholischen Christentums und des Islams: eine religionsgeschichtliche Untersuchung. Nördlingen: Beck 1884 (Digitalisat)
- Quaestionum ethicarum part. 1. Halle: Waisenhaus 1884, Phil. Diss. v. 8. [Diplom v. 1.] März 1884
- Das Bild unseres Kaisers im Lichte der Ewigkeit: Predigt am Sonntag Lätare (11. März) 1888 in d. Nicolai-Kirche in Mölln gehalten. Mölln: Alwart 1888
- Das deutsche Volkslied. Mölln: Alwart 1888 (Digitalisat)
- Entwicklungsgeschichte des Reiches Gottes unter dem Alten und Neuen Bunde an der Hand einer Analyse der Quellen. 2 Bände, Berlin: Wiegandt & Grieben 1896–1900 (Digitalisat von Band 1)
- Die Nicolai-Kirche in Mölln : Wie sie wurde, wie sie war und wie sie ist. Mölln: Altwart [um 1900]
- Die Möllner Lehrkonferenz: ein Rückblick auf das erste Jahrzehnt. Ratzeburg: Schetelig 1908
- Über Friedhofskunst, sonst und jetzt. Gütersloh: Bertelsmann 1909
- Zur Geschichte des neutestamentlichen Kanons. Gütersloh: C. Bertelsmann 1922